# District de Huishan
Le district de Huishan (惠山区 ; pinyin : Huìshān Qū) est une subdivision administrative de la province du Jiangsu en Chine. Il est placé sous la juridiction de la ville-préfecture de Wuxi.